# Lâu đài Olomouc
Lâu đài Olomouc (tiếng Séc: Olomoucký hrad) là một trong những khu phức hợp lâu đài nổi tiếng có từ thời Trung Cổ, tọa lạc ở trung tâm lịch sử của thành phố Olomouc, vùng Moravia, phía đông Cộng hòa Séc. Lâu đài Olomouc cũng là một trong những di tích văn hóa quốc gia quan trọng nhất ở Cộng hòa Séc từ năm 1962  và được Ủy ban châu Âu trao tặng nhãn hiệu Di sản châu Âu từ năm 2015.

## Lịch sử
Vua Wenceslas III của Bohemia bị ám sát tại lâu đài Olomouc vào ngày 4 tháng 8 năm 1306. Chính sự kiện này dẫn đến sự diệt vong của triều đại Přemyslid. Giữa thế kỷ 18, nhà soạn nhạc huyền thoại người Áo - Mozart khi còn trẻ từng sống trong một ngôi nhà thuộc khu phức hợp lâu đài. Bản giao hưởng số 6 được Mozart sáng tác tại Olomouc. Những nhân vật quan trọng khác như Mẹ Terêsa và Giáo hoàng Gioan Phaolô II cũng từng viếng thăm nơi này.

## Khu phức hợp
Xung quanh Lâu đài Olomouc là quần thể các công trình kiến trúc lịch sử nổi tiếng, chẳng hạn như:

### Phía Đông
- Nhà thờ Thánh Wenceslas
- Cung điện Zdík

### Phía Nam
- Tòa nhà Tháp chuông.
- Nhà nguyện Đức mẹ Đồng trinh Mary Opatrovnice

### Phía Tây
- Giáo xứ mái vòm

### Phía Bắc
- Nhà nguyện Thánh Barbara
- Nhà thờ Thánh Anna
- Tượng của vị Thánh tử đạo Jan Nepomucký